# Eckwersheim
Eckwersheim ist eine französische Gemeinde mit 1.403 Einwohnern (Stand: 1. Januar 2021) im Kanton Brumath im Département Bas-Rhin in der Region Grand Est (bis 2015 Elsass). Die Einwohner werden als Eckwersheimois bezeichnet.

## Geographie
Das Gemeindegebiet wird im Osten vom Rhein-Marne-Kanal durchquert, an der südlichen Gemeindegrenze verläuft der Landgraben, der hier auch Muhlbaechel genannt wird.

## Geschichte

### Mittelalter

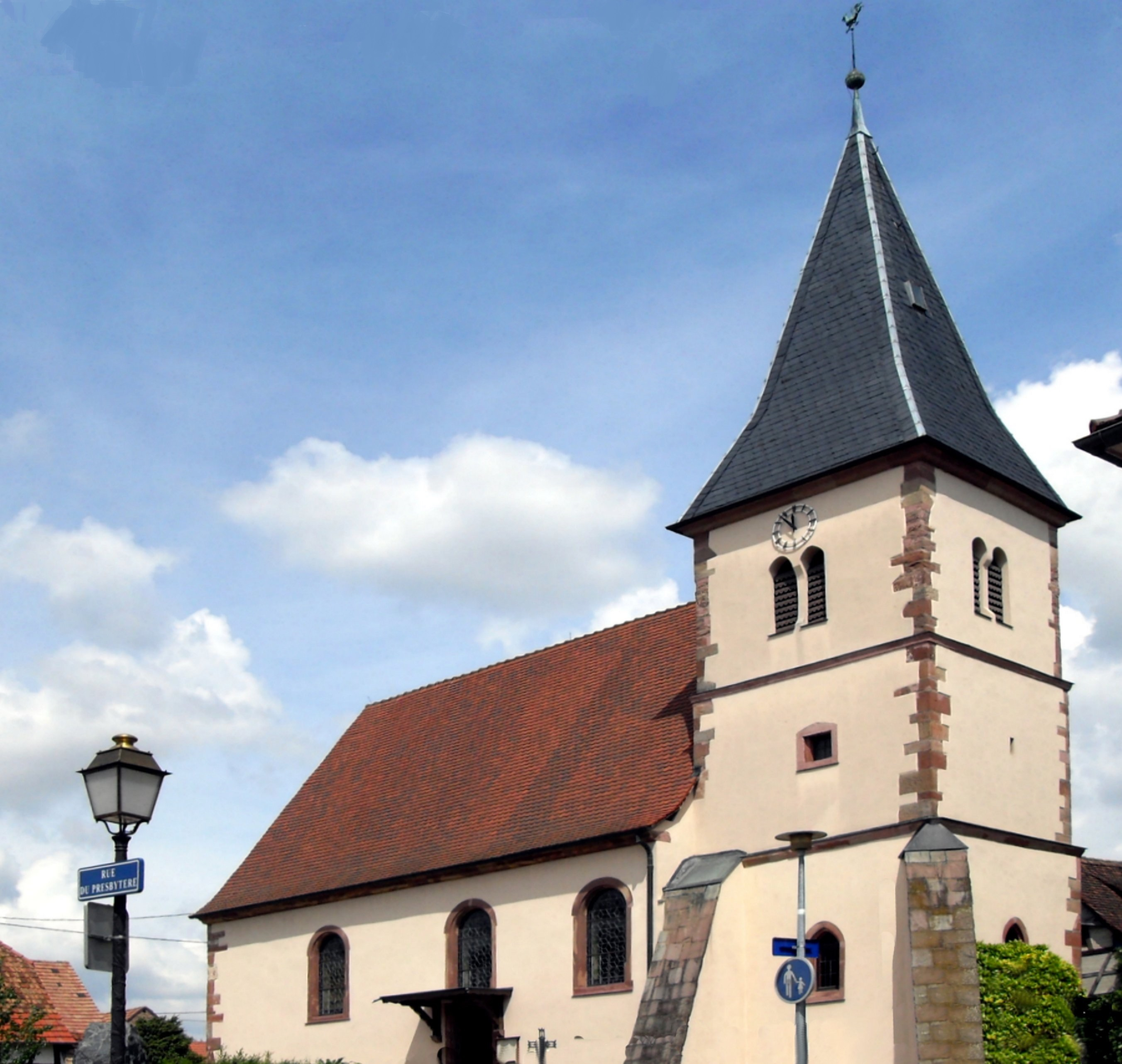
Protestantische Kirche

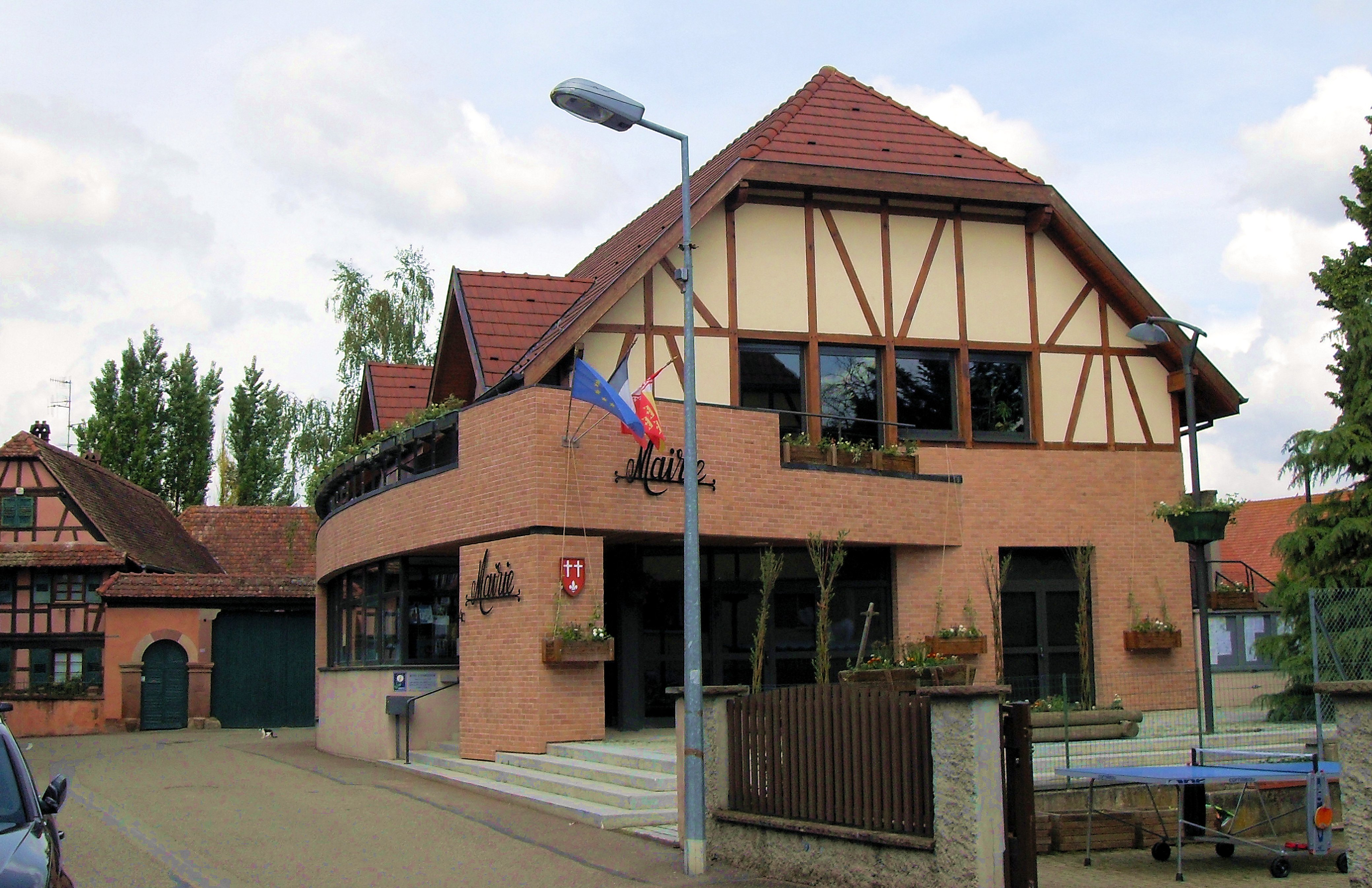
Rathaus Eckwersheim

Das Dorf war ein Lehen des Bischofs von Metz. Es gehörte zur Herrschaft Oberbronn, die ab dem 13. Jahrhundert nachgewiesen ist und nacheinander einer Reihe adeliger Familien gehörte. Das waren zunächst die Herren von Ochsenstein. Nach einer verlorenen Fehde der Ochsensteiner versuchten die Herren von Lichtenberg 1451 in den Besitz des Dorfes zu gelangen, ein Vorhaben, zu dem aber der Lehensherr, der Bischof von Metz, seine Zustimmung verweigerte. Als 1485, das Geschlecht der Herren von Ochsenstein ausstarb, gelangte deren Erbe an die Grafen von Zweibrücken-Bitsch.

### Frühe Neuzeit
Von Zweibrücken-Bitsch gelangte die Herrschaft Oberbronn – und mit ihr Eckwersheim – 1551 als Mitgift anlässlich der Heirat der Amelie von Zweibrücken-Bitsch mit Philipp I. von Leiningen-Westerburg an diese Familie. In Nachfolge der Leininger wurden die Landgrafen von Hessen-Homburg und zu einem geringeren Teil die schwedische Adelsfamilie der Freiherren von Sinclair im 17. Jahrhundert Herren der Herrschaft Oberbronn und des Dorfes Eckwersheim. Durch die Reunionspolitik Frankreichs fielen in der zweiten Hälfte des 17. Jahrhunderts auch die Herrschaft Oberbronn und das Dorf Eckwersheim unter französische Oberhoheit. Der hessen-homburgische Teil ging in der Mitte des 18. Jahrhunderts an die Familie Hohenlohe-Waldenburg-Bartenstein über, der Sinclairsche Anteil an die ebenfalls schwedischstämmige Familie derer von Lewenhaupt. Hohenlohe musste die Herrschaft 1793 an Frankreich abtreten und wurde dafür später mit Gebieten des säkularisierten Bistums Würzburg abgefunden.

### Neuzeit
Im Zuge der Reunionspolitik fielen die Gebiete links des Rheins – und damit auch Eckwersheim – an Frankreich. In den folgenden Verwaltungsreformen wurde die Herrschaft Oberbronn aufgelöst.
Am Nachmittag des 14. November 2015 ereignete sich bei Eckwersheim der Eisenbahnunfall von Eckwersheim, bei dem elf Menschen getötet und 42 Menschen teilweise schwer verletzt wurden: Bei Eckwersheim befindet sich der Abzweig Vendenheim, wo die zweigleisige Neubaustrecke TGV Est européenne (Schnellfahrstrecke Paris–Strasbourg) nach einer Kurve in die bestehende Bahnstrecke Paris–Strasbourg mündet. Ein TGV befuhr hier als Versuchszug die noch nicht eröffnete Schnellfahrstrecke mit zu hoher Geschwindigkeit (265 km/h statt der vorgesehenen 176 km/h) und wurde aus der Kurve getragen. Dies war der erste Unfall infolge von Entgleisung mit Todesopfern seit der Einführung des TGV-Systems im Jahr 1981. Erst im Spätsommer 2022 wurde der Prozess gegen 5 Angeklagte in Paris eröffnet (DNA 30.8.2022).  Das Pariser Strafgericht hatte die Verkündung der Urteile für den 10. Oktober 2024 angekündigt.

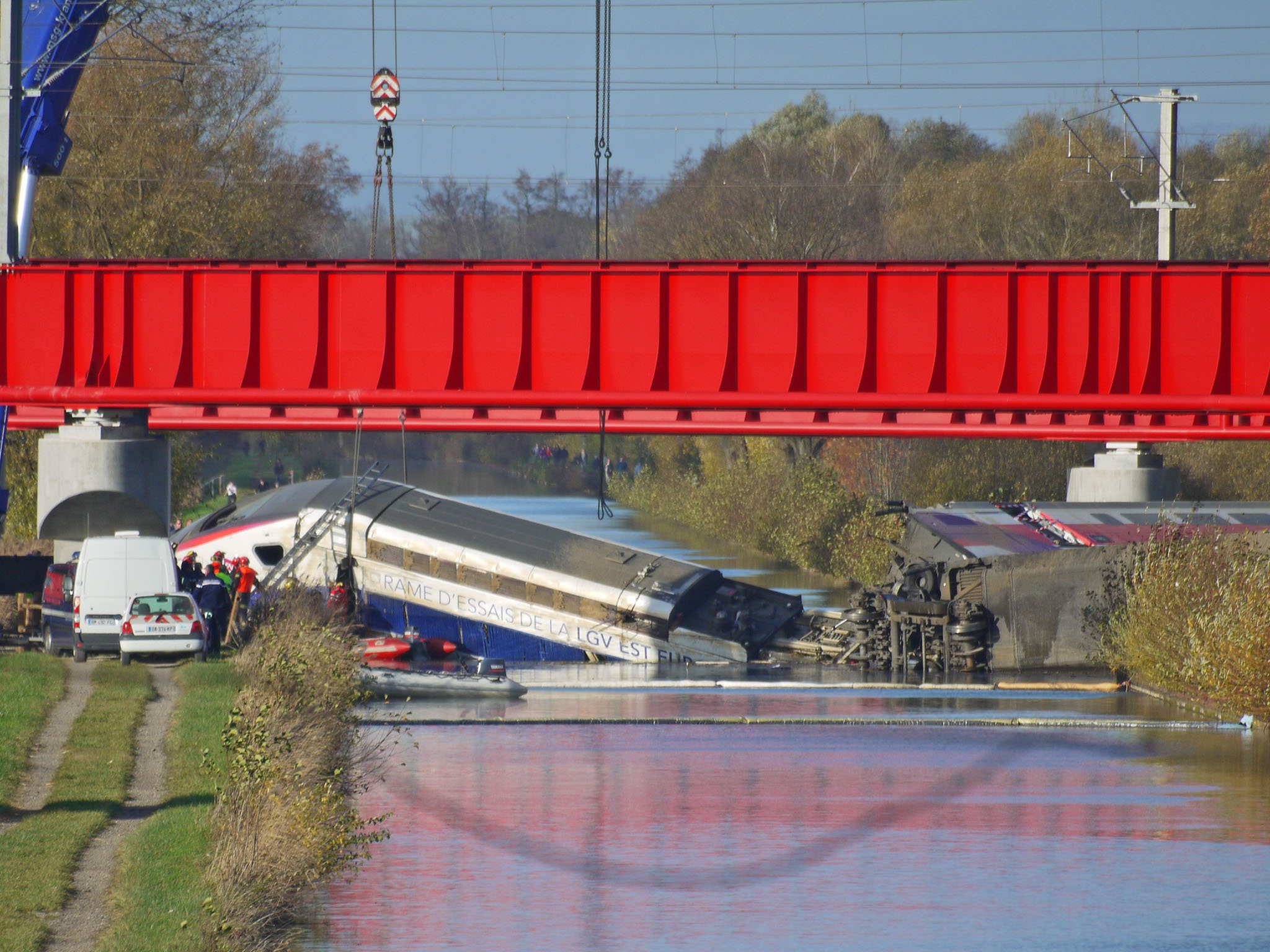
Ein Teil der beschädigten TGV-Komposition gelangte in den Rhein-Marne-Kanal.

### Bevölkerungsentwicklung
| 1798 | 1962 | 1968 | 1975 | 1982 | 1990 | 1999 | 2006 | 2012 |
| ---- | ---- | ---- | ---- | ---- | ---- | ---- | ---- | ---- |
| 0560 | 0669 | 0670 | 0771 | 0906 | 1112 | 1266 | 1425 | 1370 |

## Wirtschaft und Infrastruktur
In der Gemeinde wird vor allem Ackerbau betrieben.
Eckwersheim wird von der Buslinie 71 der Compagnie des transports strasbourgeois (CTS) bedient.

## Sehenswürdigkeiten
- Evangelisch-lutherische Kirche[8]

## Persönlichkeiten
- Johannes Michel (1863–nach 1918), Notar und Landtagsabgeordneter